# São José do Jacuípe
São José do Jacuípe är en kommun i Brasilien.   Den ligger i delstaten Bahia, i den östra delen av landet, 1 000 km nordost om huvudstaden Brasília. Antalet invånare är 10 213. Arean är 369 kvadratkilometer.
Terrängen i São José do Jacuípe är platt.
Omgivningarna runt São José do Jacuípe är huvudsakligen savann. Runt São José do Jacuípe är det glesbefolkat, med 11 invånare per kvadratkilometer.